# إسماعيل عبد الرحمن محمد السماوي
إسماعيل عبد الرحمن محمد السماوي برلماني يمني، عضو في مجلس النواب، عضو لجنة النقل والمواصلات في المجلس عن الدورة البرلمانية 2003-2009 والكتلة البرلمانية لنواب حزب المؤتمر الشعبي العام عن الدائرة الانتخابية رقم (207) بمحافظة ذمار. من مواليد 1946, سماه مديرية عتمة، محافظة ذمار. حاصل على دبلوم شرطة وليسانس شريعة وقانون.

## فترة المجلس
باتفاق عرف باسم «اتفاق فبراير» مُددت فترة المجلس لمدة عامين، وبقيام ثورة الشباب اليمنية لم تجر الانتخابات، وبحسب اتفاق المبادرة الخليجية مُددت لمدة عامين آخرين حتى 2013. ولكن نظراً للأزمة السياسية المستمرة منذ ذلك العام ونشوب الحرب القائمة منذ 2015 لم يتسنى انتخاب مجلس نواب جديد، ولا تزال الشرعية متجسدة في المجلس المنتخب عام 2003 حتى اليوم.